# Segun Adeleke
Segun Adeleke – nigeryjski piłkarz grający na pozycji pomocnika. W swojej karierze grał w reprezentacji Nigerii.

## Kariera klubowa
W swojej karierze piłkarskiej Adeleke grał w klubie NEPA Lagos FC.

## Kariera reprezentacyjna
W 1978 roku Adeleke został powołany do reprezentacji Nigerii na Puchar Narodów Afryki 1978. Wystąpił w nim w dwóch meczach: grupowych z Górną Woltą (4:2) i z Zambią (0:0). Z Nigerią zajął 3. miejsce w tym turnieju.